# Annie French Hector
Annie French Hector, Mrs Alexander, de domo French (ur. 1825 w Dublinie, zm. 10 lipca 1902 w Londynie) – brytyjska powieściopisarka.

## Dzieła
- Kate Vernon, 1854
- Agnes Waring, 1856
- Look Before You Leap, 1865
- The Wooing O't, 1873
- Ralph Wilton's Weird, 1875
- Her Dearest Foe, 1876
- A Life Interest, 1888
- The Snare of the Fowler, 1892
- A Ward of Chancery, 1894
- Barbara, Lady's Maid and Peeress, 1897
- Brown, V.C., 1899
- Through Fire to Fortune, 1900
- Kitty Costello, 1904
- The Crumpled Leaf, 1911